# Горечавка крестовидная
Гореча́вка крестови́дная, или Горечавка крестообразная, или Горечавка перекрёстнолистная (лат. Gentiana cruciata) — вид многолетних травянистых растений рода Горечавка (Gentiana) семейства Горечавковые (Gentianaceae).

## Название
Горечавка крестовидная как растение заметное, благодаря ярким синим цветам и лекарственному применению, имеет множество народных обиходных названий, применимых в разной степени. В частности, её называют такими распространёнными для разных растений именами как живучка, змеёвник, ископыт, петров крест или петрова трава, а также зверобоем: белым или женским. Кроме того, до XX века было распространено название соколий перелёт.

## Ботаническое описание

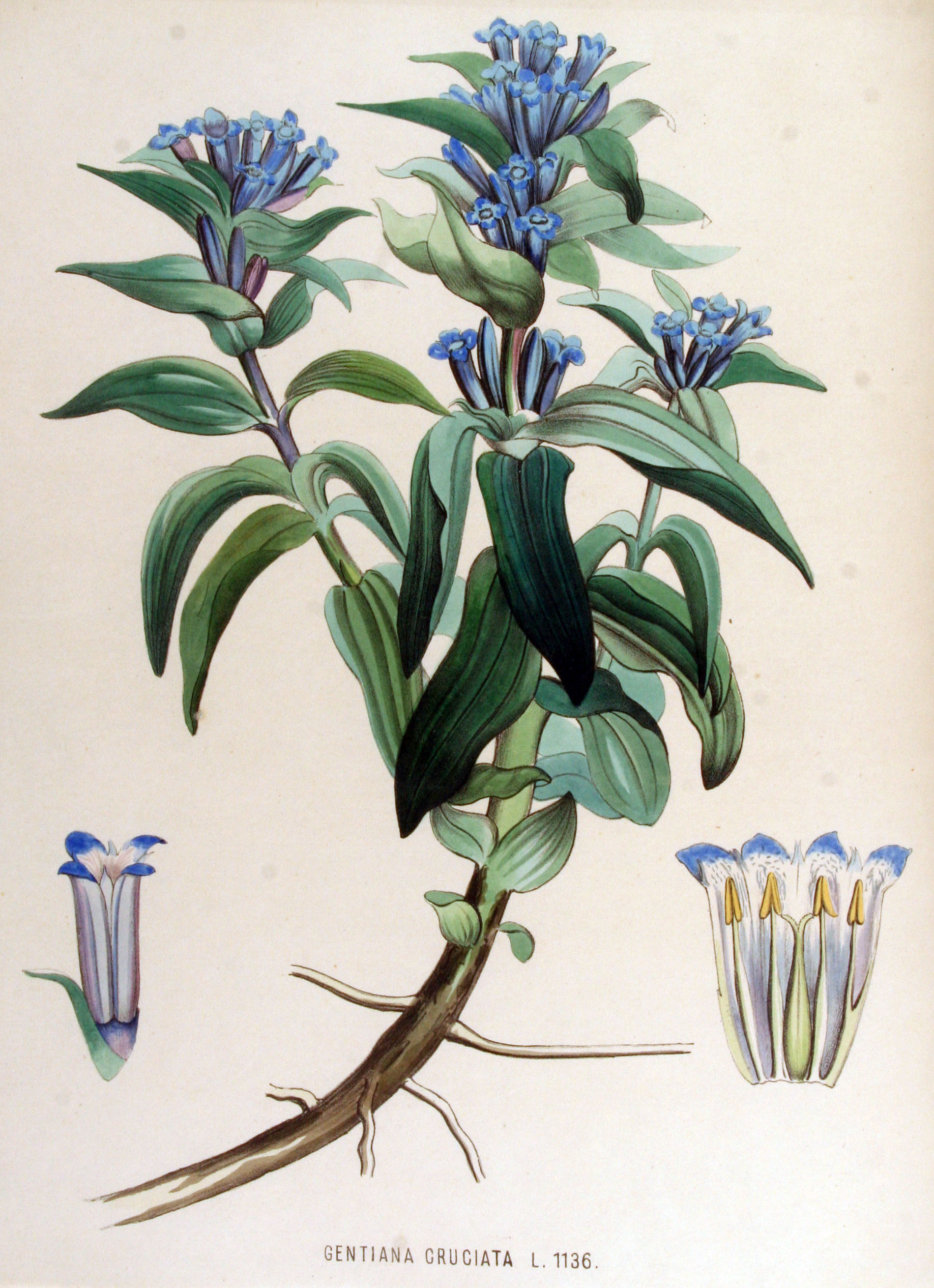
Горечавка крестовидная.

Многолетнее травянистое растение, высотой 20—50 см, с толстым, укороченным, буроватым корневищем. Стебли одиночные, густооблиственные. Стеблевые листья удлинённые, супротивно сидячие. Цветы расположены на вершине стеблей, в пазухах верхних листьев. Венчик внутри синий, снаружи серо-зеленый. Плод — многосемянная коробочка. Цветёт в июне-августе.
Произрастает на опушках, лугах, среди зарослей кустарников.

## Ареал
В России произрастает в Западной Сибири, на Кавказе. За рубежом распространена по всей Европе и Средней Азии.

## Медицинское применение
В медицине используется как средство возбуждающее аппетит и улучшающее пищеварение, а также в случаях расстройства пищеварения сопровождаемых ахилией и диспепсическими явлениями.